# Carl-Erik Olivebring
Carl-Erik Gerhard Olivebring, ursprungligen Andersson, född 20 april 1919 i Hedemora församling i Kopparbergs län, död 8 oktober 2002 i Göteborgs Annedals församling i Västra Götalands län, var en svensk kyrkosångare, basbaryton.
Olivebring, vars mor var anställd i hovstaterna, har ansetts vara utomäktenskaplig son till kung Gustaf VI Adolf och växte upp i en frikyrklig fosterfamilj. Med sin hustru Marianne sammanträffade Sigvard Bernadotte, son till kung Gustav Adolf, flera gånger med sin potentiella halvbror Carl-Erik Olivebring och uppvaktade Olivebring på hans 70-årsdag, och paret Olivebring var flera gånger hembjudna till paret Bernadotte.[källa behövs] Enligt födelseboken i församlingen var Olivebrings biologiske fader en hemmansägare vid namn Lars Ersson (född 1844). Efter flytten från Dalarna fick Olivebring anställning inom SJ.[källa behövs]
På fritiden ägnade han sig åt sång i Filadelfiakyrkan i Stockholm och uppmuntrades av musikledaren Karl-Erik Svedlund och kyrkosångaren Einar Ekberg att utbilda sig i sång vilket han gjorde för operasångaren och sångpedagogen Joseph Hislop på Stockholmsoperan. Olivebring reste 1945 till USA där han till en början etablerade sig som en framstående bankman i USA:s största bank och arbetade med exportkrediter.[källa behövs]
När han övergivit bankkarriären satsade han på sången och blev en framstående och populär kyrkosångare. Han ersatte vid några tillfällen den kände predikanten Billy Grahams solist Beverly Shea vid stora möten och konferenser. Han sjöng i många kyrkor och medverkade i flera radio- och TV kanaler i USA och i kristna konferenser runt den amerikanska kontinenten. I USA turnerade han också med Einar Ekberg och de blev ett känt duettpar inom den kristna genren. Hemkommen till Sverige fortsatte han sin sångarkarriär, ofta i samarbete med Göran Stenlund. Han gav ut ett större antal skivor och turnerade från norr till söder. Han tillhörde Pingströrelsen.
Olivebring var 1945–1974 gift med Birgit Märta Johanna Olivebring (1914–1986) och från 1975 med Sonja Karlsson (1924–2018). Han hade två döttrar. Carl-Erik Olivebring ligger begravd på Västra kyrkogården i Göteborg.

## Diskografi i urval
Med okänt utgivningsår
- It took a miracle (Sharon) (78-varvare)
- Fyra sånger av Elsa Emanuelson (Celesta) (singel)
- Carl Olivebring (Word) (LP)
- Joyful melodies (Word) (LP)
- I sing with joy and gladness (Supreme) (LP)
- Carl-Erik Olivebring (Cymbal) (LP)

Med känt utgivningsår
- 1949 – How great Thou art – If I could pray like a child again (North star, USA) (78-varvare)
- 1949 – The Lord is my shepard -- psalm 23 (Scottish melody) ; Jesus will walk with me (H. Lillenas) (North Star) (78-varvare)
- 1949 – A memory (A. H. Ackley) ; I know a name (Haldor Lillenas) (Quality, USA) (78-varvare)
- 1952 – Älskar du Herren Jesus? (Hemmets Härold) (78-varvare)
- 1952 – Skall det bli några några stjärnor stjärnor i kronan (Sharon, USA) (78-varvare)
- 1953 – Jag vet ej, hur Han gör det (Hemmets Härold) (78-varvare)
- 1955 – Jag har funnit den goda vägen (Hemmets Härold) (78-varvare)
- 1956 – Herren leder de sina framåt (Förlaget Filadelfia) (78-varvare)
- 1958 – Ingen dig förstår som Jesus (Hemmets Härold) (singel)
- 1958 – Julklockornas hälsning (Hemmets Härold) (singel)
- 1959 – Ljuva hemland (Hemmets Härold) (singel)
- 1960 – Jag känner ett namn (Hemmets härold) (singel)
- 1961 – Han viskar: "stilla, tyst" (Hemmets Härold) (singel)
- 1962 – Vart steg jag tar (Hemmets Härold) (singel)
- 1963 – Nu är jag nöjd och glader (Hemmets Härold) (LP)
- 1964 – Tro på Gud. Sånger av Egon Zandelin (Frälsningsarmén) (LP) (en av många medverkande)
- 1965 – Carl-Erik Olivebring och Gospelkören till orkester (Hemmets Härold) (singel)
- 1967 –  O, jag ser en hvidklaedt skare / Rosenvinge, Anna (Hemmets Härold) (singel)
- 1967 – Carl-Erik Olivebring till trio (Hemmets Härold) (singel)
- 1969 – Carl E. Olivebring sjunger John W. Peterson (Hemmets Härold) (LP)
- 1972 – 10 av våra favoriter på HH / Ekberg, Einar (hemmets Härold) (LP), tillsammans med BirGitta Edström
- 1997 – Minns du sången (Viva) (CD), en av många medverkande
- 1998 – Minns du sången : live från TV-serien (Viva) (CD), en av många medverkande
- 2004 – Läsarsånger : inspelningar 1929–1953 (Hans Trädgårdh Records) (CD), en av många medverkande